# یاکوولف ایر-۳
یاکوولف ایر-۳ (به انگلیسی: Yakovlev_AIR-3) یک هواگرد ملخ‌پیشین تک‌موتوره از نوع دو سرنشینه تک‌باله ساخت شرکت یاکوولف است. هواگرد یاکولیف ایر-۳ نخستین پروازش را در ۱۷ اوت ۱۹۲۹ میلادی انجام داد. در مجموع، تعداد۶ فروند از این هواگرد ساخته شده‌است.
طراح این هواگرد، الکساندر سرگیویچ بود.